# دان گراولین
دان گراولین (به انگلیسی: Duane Edgar Graveline) فضانورد اهل ایالات متحده آمریکا است که در ۲ مارس ۱۹۳۱ میلادی در نیوپورت سیتی، ورمونت زاده شد.